# Joonggoora
Joonggoora is een geslacht van vlinders van de familie sikkelmotten (Oecophoridae), uit de onderfamilie Oecophorinae.

## Soorten
- J. cunctilineata Lucas, 1901
- J. tricollata Lucas, 1901